# 結城政朝
結城 政朝（ゆうき まさとも）は、室町時代後期から戦国時代にかけての武将・戦国大名。下総結城氏15代当主。左衛門督。七郎、左衛門尉、また左近太夫将監。「結城中興」と称された。

## 生涯
文明11年（1479年）、14代当主・結城氏広の子として誕生。母は小田持治の娘（小田成治の妹）。
文明13年（1481年）、政朝が二歳の時に父・氏広が没する。僅か三歳で家督を相続するが実権は重臣・多賀谷和泉守に握られ、その専横を許す事になってしまった。また、一族の山川氏の山川景貞が家督相続に干渉し、景貞の子・基景が結城氏の養子となっていたともいわれる。
成人した政朝は多賀谷基泰の勧めで多賀谷和泉守を誅殺し実権を奪回し、結城氏家中を取りまとめ、結城氏を戦国大名として脱皮させることにも成功した。
その後、宇都宮成綱の娘を室に迎えた。成綱の娘は他にも足利高基に嫁いでいたので、政朝は高基や成綱の嫡男・宇都宮忠綱と義兄弟となり同盟関係となる。この関係から永正11年（1514年）の永正の乱では、岳父・成綱と共に古河公方の内紛の際は高基側についている。高基の古河公方擁立に加担して、足利政氏救援に向かった佐竹氏・岩城氏連合軍を成綱と協力して竹林の戦いで打ち破った。岳父・成綱との関係は良好であり、下野宇都宮氏・結城氏両氏は相当強力な同盟関係であった。
しかし、当時、軍事力、権力共に北関東随一となり、下野宇都宮氏の全盛期を築き上げた岳父・宇都宮成綱が永正13年（1516年）に没すると、家督を継いだ宇都宮忠綱との関係が悪化。忠綱は、政朝の優れた器量を危惧し、排除するために密かに結城領を侵攻する計画を立てる。大永3年（1523年）の河原田合戦では、当主・皆川宗成は討死してしまう等皆川氏は大打撃を受けてしまうが、皆川氏の援軍として宇都宮氏と戦い、撃退には一応成功している。また、この合戦によって宇都宮氏との関係の手切れは決定的なものとなった。
大永6年（1526年）には猿山合戦で宇都宮氏に大勝し、忠綱の無謀な侵攻に不満を抱く宇都宮一族の芳賀興綱らと図り忠綱を追放する。これにより、本領の中村十二郷を回復した。一方で、重臣であった多賀谷氏・水谷氏・山川氏の3氏が独自の支配権を打ち立てるようになり、以後の結城氏当主の課題となる。
大永7年（1527年）、家督を子・政直に譲って隠居したが、その後も小山氏の内紛に乗じて子・高朝を小山氏当主に擁立し、小田氏等とも抗争を繰り広げた。
天文14年（1545年）、あるいは同16年（1547年）7月13日、死去。69歳。